# Ferrari SF90 Stradale

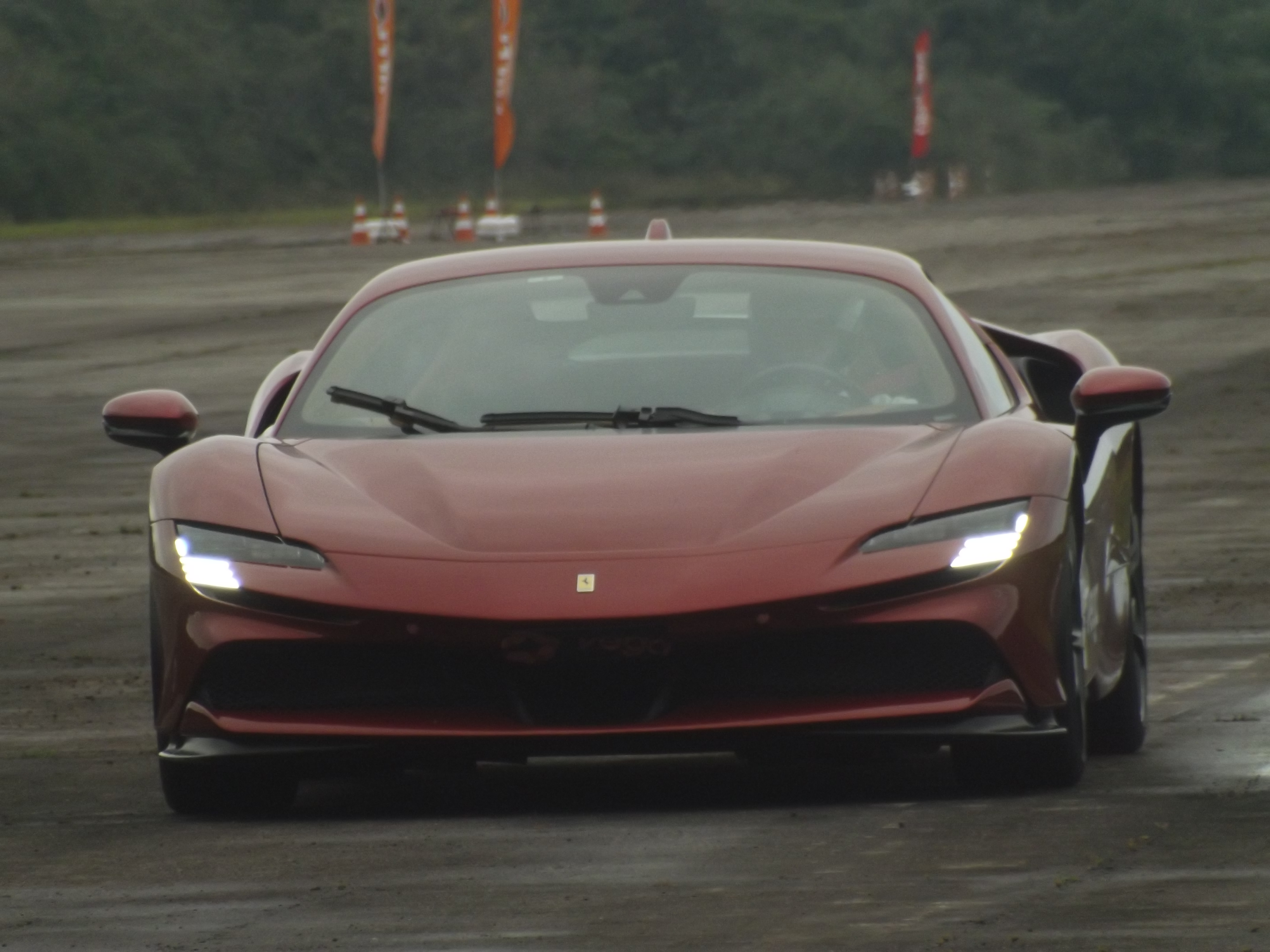
SF90 Stradale de frente, esteve presente na meia milha da fullpower.

A Ferrari SF90 Stradale é um automóvel superesportivo híbrido produzido pela montadora italiana Ferrari. Inspirado pelo homónimo da Formula 1 monolugares, é o primeiro carro híbrido da série .
A Ferrari SF90 Stradale é o primeiro modelo de produção equipado com motorização híbrida plug-in. O super carro esportivo tem um motor de 3.9 V8 biturbo de 780 cv e três propulsores elétricos capazes de gerar 220 cavalos adicionáis, no total o carro chega a 1.000 cv.

## Apresentação
A estréia mundial da Ferrari SF90 Stradale ocorreu em 29 de maio de 2019, no contexto de um grande evento global de três dias, organizado em Fiorano.

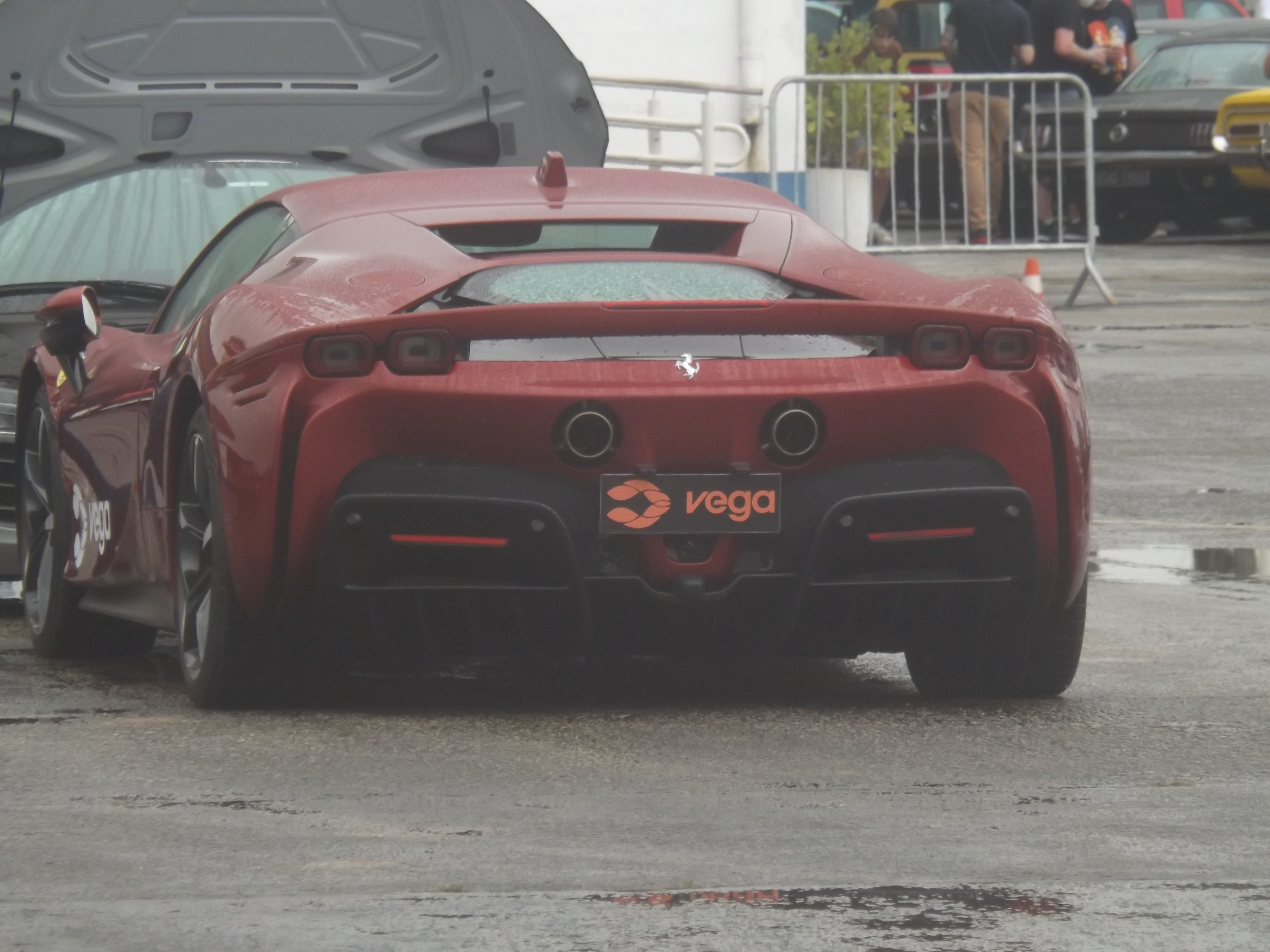
SF90 Stradale em dia de chuva.